# Pediocactus sileri
Pediocactus sileri (Engelm. ex J.M.Coult.) L.D.Benson es una especie de planta fanerógama de la familia Cactaceae. 

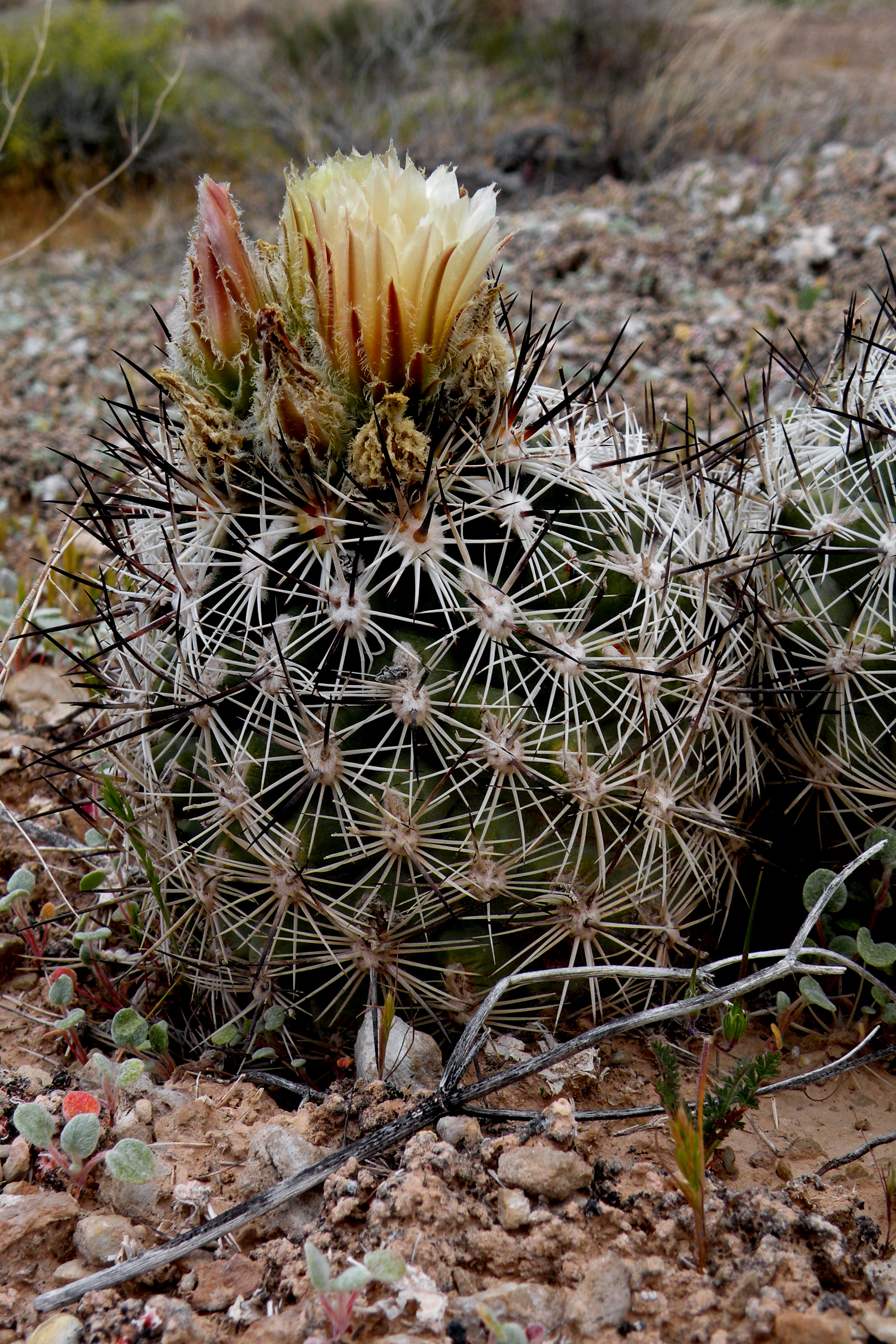
Vista de la planta

## Distribución
Es endémica de Estados Unidos en Arizona y Utah. Su hábitat natural son los áridos desiertos.  Es una especie rara en la vida silvestre. Se encuentra asociada con  Sclerocactus parviflorus, Navajoa peeblesiana subsp. fickeiseniorum, Escobaria vivipara var. arizonica, y con especies de Opuntia y Yucca.

## Descripción
Es una planta de color gris a azul-verdoso, por lo general solitaria, a veces en grupos que forman cuerpo de la planta siendo esférica a oval y cilíndrica con la edad. Alcanza un tamaño  de 5 a 20 cm (raramente 30 cm) de altura y un diámetro de 5 a 12 cm. Las costillas son cónicas, redondas u ovaladas, las areolas lanosas, de color crema a gris con 4 al 8 espinas centrales de 1,5 a 3 cm de largo. Las 10 a 16, espinas radiales están irregularmente dispuestas en forma de agujas y son de color blanco a gris con 1 a 2 cm de largo. Las flores en forma de embudo aparecen alrededor de la corona y tienen una longitud y un diámetro de hasta 2,5 cm. La mayoría son de color amarillo a marrón, rara vez de color rosa. El período de floración es de abril a mayo. El fruto es cilíndrico a oval de 1,2 cm de largo y tiene un diámetro de 8 mm. Contienen de 3 a 15 semillas de color gris, marrón a casi negro que maduran en 4 a 6 semanas.

## Taxonomía
Pediocactus sileri fue descrita por (Engelm. ex J.M.Coult.) L.D.Benson y publicado en Cactus and Succulent Journal 33(2): 53. 1961.
Etimología
Pediocactus: nombre genérico que deriva de las palabras griegas: "pedion" - lo que significa "llanura" - por las Grandes Llanuras de los Estados Unidos donde se encuentran las plantas.
sileri: epíteto otorgado en honor de A,L,Siler quien descubrió la planta. 
Sinonimia
- Echinocactus sileri Engelm. ex J.M.Coult.
- Utahia sileri (Engelm. ex J.M. Coult.) Britton & Rose[3]